# Elsa Malvido
Elsa Malvido Miranda est une historienne mexicaine née le 14 février 1941 et décédée le 9 avril 2011, qui a travaillé pendant 44 ans à l'INAH (Institut national d'anthropologie et d'histoire du Mexique), notamment comme chercheuse de la DEH (Dirección de Estudios Históricos) et coordinatrice de projets (expositions, séminaires, congrès).

## Publications
Elle a écrit et dirigé de nombreuses publications scientifiques sur l'histoire du Mexique préhispanique et colonial, notamment sur la démographie, la santé ou encore les rites liés à la mort,.

### Articles
- « Tula. Problemas técnicos de las reconstrucciones familiares 1592-1813 », Cuicuilco, n°1, 1980, ENAH.
- « Un cementerio indígena del siglo XVI en Huexotla, Estado de México », Trace, n°10, 1986.
- « Los novicios de San Francisco en la ciudad de México. La Edad de Hierro (1649-1749) », Historia Mexicana, vol. 36, n°4, 1987.
- « Las tesis hechas por médicos mexicanos en el siglo XIX acerca de plantas medicinales », Quipu, vol.7, 1990.
- « El Barroco y las ofrendas humanas en Nueva España », Revista de Indias nº 202, 1994, Consejo Superior de Investigaciones Científicas.
- « Ritos funerarios en el México colonial », Arqueología Mexicana, n°40, 1999, Editorial Raíces.
- « La epidemiología, una propuesta para explicar la despoblación americana », Revista de Indias, n°227, 2003, Consejo Superior de Investigaciones Científicas.

### Monographies
- Demografía histórica de México, siglos XVI-XIX, 1993, Instituto Mora  (ISBN 9789686382822).
- La Población, Siglos XVI al XX, volume 7 de Historia económica de México, 2006, UNAM  (ISBN 9789707772335).

### Direction de publications
- Ensayos sobre la historia de las epidemias en México, 1982, Instituto Mexicano del Seguro Social  (ISBN 9789688241479).
- Historia de la salud en México, 1996, INAH  (ISBN 9682990602).
- El cuerpo humano y su tratamiento mortuorio, 1997, Centro de estudios mexicanos y centroamericanos  (ISBN 9789701806913).